# Johann von Waller

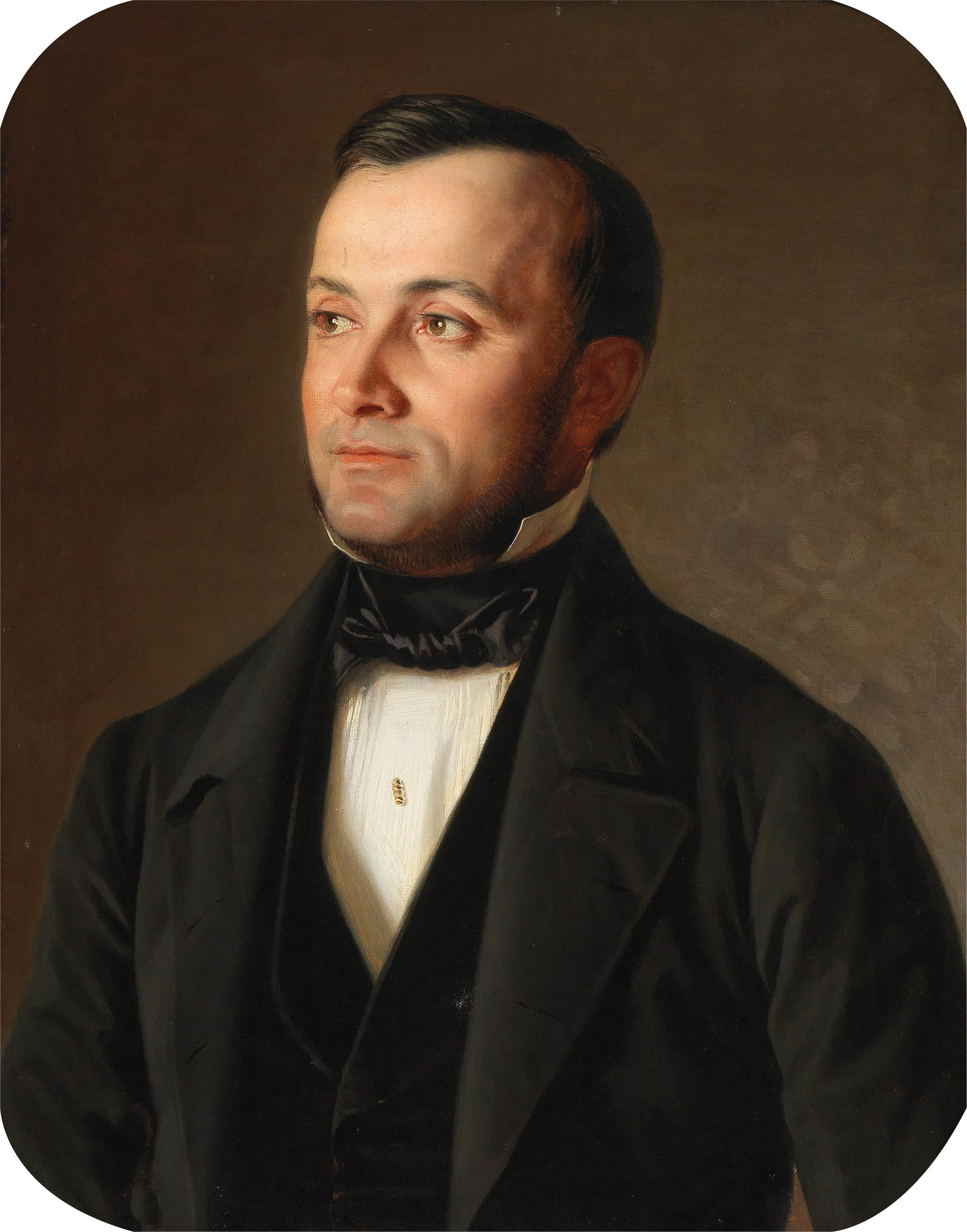
Johann von Waller, porträtiert von Eduard von Engerth (1855)

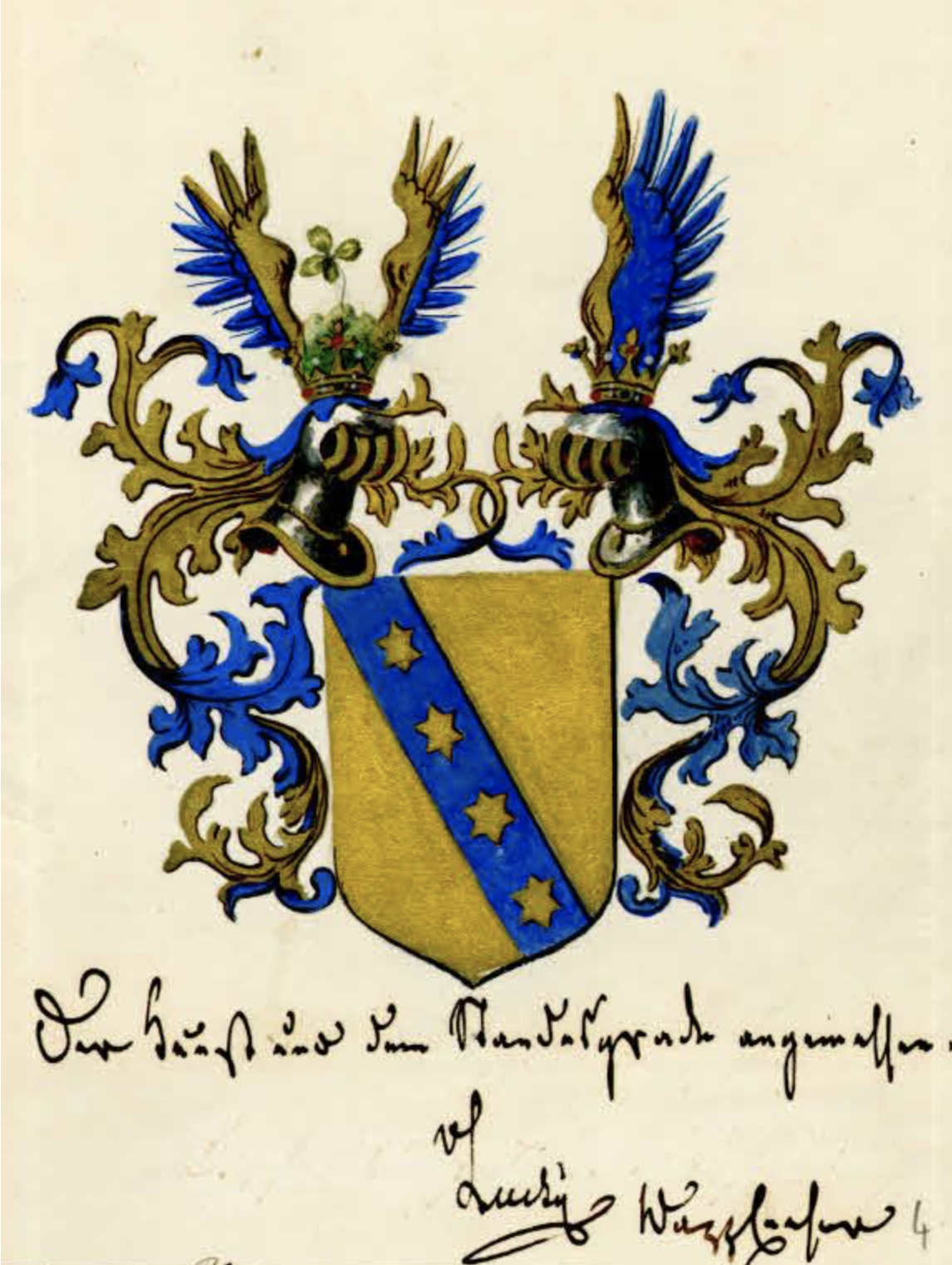
Wappen von Johann Ritter von Waller (1871)

Johann Waller, ab 1871 Ritter von Waller (* 12. Oktober 1811 in Flöhau bei Podersam, Böhmen; † 17. Oktober 1880 in Prag) war ein österreichischer Arzt und Hochschullehrer.

## Leben
Johann Waller war Sohn des Bürgers in Flöhau Johann Franz Karl Waller (1781–1864) und der Maria Anna Waller, geborene Rudiger (1779–1869). Sein Vater war von 1840 bis 1849 Bürgermeister seiner Heimatstadt Flöhau. Johann Waller absolvierte bis 1831 das Gymnasium in Saaz und ging anschließend nach Prag, wo er die philosophischen Vorbereitungskurse besuchte. Er studierte Medizin an der Karls-Universität Prag, wo er 1838 als Dr. med et chir. promoviert wurde. Erste berufliche Station war die städtische Anstalt für Nervenkranke, wo Waller die Stelle als Sekundärarzt annahm. Von 1839 bis 1843 wirkte er als Assistenzarzt an der medizinischen Klinik für Wundärzte. 1843 erhielt Waller eine Stelle als Primararzt am Allgemeinen Krankenhaus in Prag.
Von 1844 bis 1845 war er vertretungsweise Lehrer an der medizinischen Klinik für Wundärzte. Zwei Jahre später wurde er Primararzt der Abteilung für Syphilis und Hautkrankheiten im allgemeinen Krankenhaus. Ab 14. Juli 1850 war er Professor der allgemeinen Pathologie und Pharmakologie an der Prager Universität, am 9. Juni 1859 wurde er dort zum ordentlichen Professor ernannt. Im Jahr 1879 ging er aus gesundheitlichen Gründen in Pension.
Johann war ein Bruder des Chirurgen an der Prager Universität und Saazer Stadtarztes Karl Waller († 1878 Saaz). J. von Waller ist ein Bruder der Elekta Elisabeth Adam geb. Waller (* 1820 Flöhau; † 1894 Saaz), Gattin des Saazer Kriminalgerichtsvorsteher und Bürgermeisters, späterer Landgerichtsrath von Pisek, Joseph Adam (1793–1861).  Ritter von Waller ist ein Onkel der Maria Katharina Balogh de Böd geb. Waller (* 1838 Saaz), Ehefrau des Rittmeisters im 5. Radetzky Husarenregiment Julius Balogh de Böd. Ritter v. Waller heiratete 1846 die aus Prag stammende Laura Pleischel (Pleischl), aus der Ehe stammen zwei Töchter die in Prag geboren wurden. Seine Ehefrau Laura Edle von Waller verstarb am 25. Juli 1889 in Wien, sie ist die Schwester von Maria von Oppolzer geb. Pleischl (Pleischel), Ehefrau des österreichischen Arztes und Internisten Johann Oppolzer. Der Chemiker und Mediziner Adolf Martin Pleischl war deren Vater. 
Johann Ritter von Waller wurde am 19. Oktober 1880 auf dem Wolschaner Friedhof in Prag beigesetzt und 1907 enterdet und nach Wien überführt. Im Familiengrab auf dem Grinzinger Friedhof sind auch seine Töchter Laura und Helene beigesetzt.
Wallers Leistungen bewegen sich hauptsächlich auf dem Gebiet der Syphiliskunde. Im Jahr 1851 wies er durch den positiven Ausfall einer Übertragung (Überimpfung) des Sekrets von nässenden Pusteln und Blut Syphiliskranker an nicht an Syphilis erkrankte Kinder die Kontagiosität der sekundären Syphilis nach, was durch Franz von Rinecker, Joseph-Frédéric Guyenot und Léon Bassereau (1810–1887) im Folgejahr 1852 bestätigt wurde.
Waller wurde mit Verleihung des Eisernen Kronenordens 3. Klasse am 5. August 1871 in Wien in den österreichischen Ritterstand erhoben.
Ritter von Waller wurde 1907 von Prag (Wolschaner Friedhof) nach Wien bestattet, Grabstätte (Fotos Grabstätte in Wien-Grinzing, u. a. bestattet auch die Töchter Laura und Helena):
RUHESTÄTTE DER FAMILIE RITTER VON WALLER.
Grabinschrift:
MED DOCTOR
JOHANN RITTER V. WALLER
UNIVERSITAETS-PROFESSOR
GEBOREN 12 OCT 1811
GESTORBEN 17 OCT 1880
LAURA V. WALLER
GEB. PLEISCHL
GEBOREN 2 DEC 1826
GESTORBEN 25 JULI 1889

## Veröffentlichungen (Auswahl)
- De la contagion de la syphilis secondaire. In: Gazette des hôpitaux, 1851
  - Die Contagiosität der secundären Syphilis. In: Vierteljahresschrift für praktische Heilkunde. Band 29, 1851, S. 112–132.